# Alchenstorf
Alchenstorf is een gemeente en plaats in het Zwitserse kanton Bern, en maakt deel uit van het district Emmental.
Alchenstorf telt 574 inwoners.